# Macrocarpaea fortisiana
Macrocarpaea fortisiana är en gentianaväxtart som beskrevs av Jason Randall Grant. Macrocarpaea fortisiana ingår i släktet Macrocarpaea och familjen gentianaväxter. Inga underarter finns listade i Catalogue of Life.